# سيمون لويس (مسير أعمال)
سيمون لويس (بالإنجليزية: Simon Lewis)‏ هو مسير أعمال بريطاني، ولد في 8 مايو 1959.